# Hansenomysis carinata
Hansenomysis carinata is een aasgarnalensoort uit de familie van de Petalophthalmidae. De wetenschappelijke naam van de soort is voor het eerst geldig gepubliceerd in 1993 door Casanova.